# 王宗恒
王宗恒（1499年—1540年），字季高，號燕南，又號醒菴，直隸真定府冀州武邑縣人，民籍，明朝政治人物。

## 生平
嘉靖七年（1528年）戊子科順天府鄉試第一百十一名舉人。嘉靖八年（1529年）聯捷己丑科會試第三百名，登第三甲第十八名進士。授陕西凤翔府推官，十一年征擢户部主事，寻监税临清，任满，改礼部，十六年丁父憂歸。十九年除服赴阙，迁祠祭员外郎。三日，迁精膳司郎中。本年六月卒于官，年四十二。

## 家族
曾祖王旭；祖父王恕；父王璠，號確斋；母安氏，封太孺人。五子：自修、自责、自得、自知、自守。